# Чорний націоналізм
Чорний націоналізм — вид націоналізму (або паннаціоналізму), переконання в тому, що чорношкірі люди уявляють з себе расу і прагнення розвивати та підтримувати чорну расову і національну ідентичність. Чорний націоналістичний активізм займається розширенням соціальних, політичних та економічних можливостей чорношкірих людей та спільнот, особливо для протистояння їх асиміляції в білу культуру (шляхом інтеграції чи іншим чином) та збереження особливої чорної ідентичності.
Чорний націоналізм іноді описується як евфемізм або підвид чорного расизму («переваги чорних») та сепаратизму чорних, і ці терміни часто використовуються журналістами та вченими як синоніми. Насправді це дуже різні світогляди: «чорний сепаратизм» — це прагнення до «держави тільки для чорних», в той час як «перевага чорних» визначається як віра в те, що чорношкірі люди перевищують не-чорношкірих і повинні домінувати над ними. Чорні націоналісти кажуть, що прагнуть забезпечити виживання чорної раси та культури історично чорних держав.
Критики чорного націоналізму стверджують, що багато чорних націоналістичних груп виступають за расове насильство.
Рух виник усередині афроамериканської спільноти у Сполучених Штатах. На початку ХХ століття гарвеїзм, просуваний Маркус Гарві, що прожив у США, просував чорні націоналістичні ідеї. Ідеї чорних націоналістів також вплинули на рух «Чорний іслам», особливо на такі групи, як «Нація ісламу» , заснована Воллесом Фардом Мухаммедом. У 1960-х роках чорний націоналізм вплинув на партію Чорних пантер і ширший рух Black Power.